# 尤雨溪
尤雨溪是出生於中国江苏省无锡市的程序员，為JavaScript程式語言所使用Web應用框架「Vue.js」的发起者和开发者、也是打包工具Vite的開發者。

## 經歷

### 早年
尤雨溪在孩童時期開始接觸電腦，在上高中时他经常使用 Flash，來享受藉由制作互动效果讲述故事的體驗。
2005年尤雨溪前往美國念書，在就讀柯蓋德大學时，尤雨溪主修的是工作室藝術和艺术史。到了快毕业的期間裡，他意識到很难找到與本科相关的工作，于是前往帕森斯设计学院，攻读美术设计和技术的硕士学位，在那裡他開始接觸到多媒體設計工具庫OpenFrameworks與程式語言JavaScript，並學習編写应用程序和使用者介面。
在Google公司的實驗性平台Chrome Experiments上線後，尤雨溪將他以JavaScript編寫的作品提交上去後獲得肯定，得到在Google任職的機會。

### Vue.js
在Google的Creative Lab就職期間裡，尤雨溪接觸到Google團隊開發的Web應用框架「AngularJS」。尤雨溪對Angular可藉由資料繫結來處理網頁DOM的運作方式很感興趣，並想以此為基礎開發出一個功能相似，但內容較輕巧的框架。
尤雨溪之後將所開發出的框架命名為「Vue.js」，並在2014年推出第1.0版，獲得迴響之後成為程式碼代管服務平台GitHub上最多人關注的專案之一。另出自於對動漫的喜愛，尤雨溪在推出的Vue.js各版本裡，會以動漫作品當作代號。如第1.0版的「Evangelion」，是《新世紀福音戰士》；第2.0版的「Ghost in the Shell」，是指《攻殼機動隊》；第2.3版的「JoJo's Bizarre Adventure」，則是《JoJo的奇妙冒險》等等。
2014年期間尤雨溪從Google離職，前往專做軟體框架的Meteor Software公司，希望能讓自己開發的Vue.js有更多發展機會。不過Meteor Software之後傾向採用由Facebook開發的JavaScript工具庫React，讓尤雨溪只能選擇離開Meteor Software。
後續在2016年，尤雨溪成立名為Vue Technology LLC的公司，提供Vue.js方面的維護與開發處理。在2020年期間，尤雨溪另推出能快速建置前端開發環境，適用於Vue.js、React的建置工具「Vite」。
2024年，尤雨溪宣布成立 VoidZero 公司，该公司致力于为 JavaScript 生态系统构建开源、高性能和统一的开发工具链。